# Thomas Blubacher
Thomas Blubacher (* 30. November 1967 in Basel) ist ein deutsch-schweizerischer Autor und Regisseur.

## Leben
Thomas Blubacher studierte als Stipendiat der Studienstiftung des deutschen Volkes Theaterwissenschaft, Neuere Deutsche Literatur und Psychologie sowie Kunstgeschichte und Philosophie an der Ludwig-Maximilians-Universität München. 1997 wurde er an der Universität Bern promoviert.
Bis 2001 war er dort als wissenschaftlicher Assistent und Dozent sowie als Chefredakteur des Theaterlexikons der Schweiz tätig. Zudem lehrte er als Gastlektor an der Universität Wien und an der California State University, Long Beach.
Parallel arbeitete Blubacher theaterpraktisch. Nach Sprechunterricht und Rollenstudium (unter anderem bei Friedel Heizmann, Käthe Ebner, Bernhard Strittmatter und Lola Müthel), Hospitanzen am Theater Basel und am Bayerischen Staatsschauspiel München, bei TV-Produktionen wie Derrick (Regie: Helmuth Ashley) und Scheibenwischer (mit Dieter Hildebrandt) sowie Regieassistenzen beim Südwestfunk, bei Helmut Förnbacher in Basel, bei Bertolt Brechts Tochter Hanne Hiob an den Münchner Kammerspielen und bei dem Wolfgang Heinz-Schüler Wolfram Krempel am Stadttheater Bern inszenierte Blubacher seit 1990 an verschiedenen Theatern in Deutschland, Österreich, der Schweiz und den USA. Zudem führte er bei Hörspielen Regie, arbeitete als Produktionsdramaturg sowie als Sprecher für Hörspiele, Radiofeatures, Hörbücher und Werbespots und übernahm zahlreiche Synchronrollen.
Seit 2002 ist er als freischaffender Autor und Regisseur tätig.
Von 2002 bis 2003 und 2007 ließ er sich am Actors Studio West in Los Angeles und am Actors Studio New York weiterbilden, unter anderem bei Mark Rydell und Lyle Kessler (playwright/directors unit) sowie bei Ellen Burstyn, Martin Landau, Estelle Parsons, Lee Grant und Barbara Bain.
Er schrieb Artikel für das Historische Lexikon der Schweiz, die Neue Deutsche Biographie, das Theaterlexikon der Schweiz und – im Auftrag der ZHDK – für The Cambridge Encyclopedia of Stage Directors and Directing, war für Tages- und Wochenzeitungen wie Süddeutsche Zeitung, Die Zeit, Aufbau, Basler Zeitung, Der Bund, Neue Zürcher Zeitung, Kölnische Rundschau, Badische Zeitung, Tages-Anzeiger, St. Galler Tagblatt, Die Weltwoche, Der Freitag, für das jüdische Wochenmagazin Tachles sowie für Literatur- und Kulturzeitschriften wie Allmende, Exil und Sinn und Form tätig. 1995 veröffentlichte er ein Buch über das Stadttheater Basel in den Jahren 1933–1945 mit dem Titel Befreiung von der Wirklichkeit?, gefolgt von Biografien der Regisseure und Theaterleiter Gustaf Gründgens und Oskar Wälterlin sowie zahlreichen Buchbeiträgen zu unterschiedlichen Themen wie etwa den Produktionsbedingungen des Radio-Features in der Schweiz, der Geschichte der Theater Biel-Solothurn und Bern, den Schicksalen jüdischer Kunstsammler und dem Exil in Pacific Palisades.
Blubacher, den der Schriftsteller Martin Roda Becher in der Schweizer Tageswoche einen „Spezialisten für gefährdete Existenzen, biografische Brüche und Abstürze“ nannte, stieß insbesondere mit seiner Doppelbiografie der Geschwister Eleonora und Francesco von Mendelssohn, die der Stern 2008 zu den "besten Büchern des Jahres" zählte, auch international auf positive Resonanz, ebenso mit seiner 2013 erschienenen Gustaf-Gründgens-Biografie und mit seiner 2015 veröffentlichten Biografie von Ruth Landshoff-Yorck. Sein Buch Weimar unter Palmen gehörte 2022 für die Neue Zürcher Zeitung zu den "zehn wichtigsten Büchern im Dezember" und im Januar 2023 für Perlentaucher zu den "besten Büchern des Monats".
Blubacher ist überdies Autor von Reiseberichten, u. a. für die Zeitschriften Crucero, Reisekurier und Kreuzfahrt-Kurier, für das Jahrbuch Koehlers Guide Kreuzfahrt sowie für die Piper-Buchreihe Gebrauchsanweisung. Seine Gebrauchsanweisung für Kreuzfahrten erhielt 2017 den ITB BuchAward in der Kategorie Reisen auf dem Meer – 125 Jahre Kreuzfahrt.
2019/2020 verfasste er im Auftrag des Europa-Parks Rust zur Themenfahrt Madame Freudenreich Curiosités 24 Hörspiele für Kinder in der Reihe Dinotastische Abenteuer.
2024 erschien unter dem Titel Ausgespielt sein erster historischer Kriminalroman.
Seine Bücher präsentierte er u. a. im Theater Basel, in Berlin im Berliner Ensemble (mit Hermann Beil), im Jüdischen Museum (mit Günter Struve), im Literaturhaus und im Renaissance-Theater (mit Brigitte Grothum), im Düsseldorfer Schauspielhaus, im Deutschen Schauspielhaus in Hamburg (mit Charles Brauer und Matthias Wegner), im Literaturhaus München (mit Senta Berger und Rachel Salamander), im Jüdischen Museum Wien (mit Michael Heltau) und im Schauspielhaus Zürich. Er war zu Gast in verschiedenen Fernsehformaten wie MDR um 4, Zeit im Bild (ORF) und Kulturzeit (3sat) sowie in zahlreichen Hörfunksendungen und las auf Kreuzfahrtschiffen wie der Allure of the Seas, der Rhein Melodie, der NickoSpirit, der World Explorer, der Berlin, der AIDAvita, der AIDAstella, der Vasco da Gama, der Europa und der Europa 2.

## Theaterregie (Auswahl)
- an verschiedenen Theatern in Basel (u. a. 1993 die Schweizer Erstaufführung von Michael Heuers Trakl mit Markus Amrein und Jürgen Sidow, 1997 die Schweizer Erstaufführung von Simon Moore/Stephen Kings Misery mit Kristina Nel und Bernd Seebacher, 1999 Ariel Dorfmans Der Tod und das Mädchen, 2002 Dale Wasserman/Ken Keseys Einer flog über das Kuckucksnest mit Yves Vaucher, Romeo Meyer, Dieter Mainka und William Cohn)
- am Stadttheater Bremerhaven (2004 Herbert Achternbuschs Der Stiefel und sein Socken[19])
- am Schlosstheater Celle (u. a. 2003 Aaron Sorkins Eine Frage der Ehre, 2005 Franz Werfels Jacobowsky und der Oberst mit Alexander Grill und Wolfgang Gellert, 2006 Martin Walsers Die Zimmerschlacht mit Monika Häckermann und Hartmut Fischer, 2007 Stephen Sinclairs/Anthony McCartens Ladies Night, 2007 die Uraufführung von Rolf Schneiders Feuer an bloßer Haut mit Daniel Brockhaus, 2008 Jordi Galcerans Die Grönholm-Methode, 2009 Abby Manns Das Urteil von Nürnberg mit Bert Franzke, 2010 Thomas Vinterbergs Das Fest mit Heinz Trixner, 2011 Aki Kaurismäkis Der Mann ohne Vergangenheit[20] mit Christiane Lemm, 2011 Eugène Labiches Das Sparschwein[21])
- am Theater am Bahnhof Dornach
- bei den Kreuzgangspielen Feuchtwangen (2002 Jaroslav Hašeks/Robert Gillners Die Geschichte vom braven Soldaten Schwejk mit Gerhard Fehn und Rudolf Knor, 2005 Max Frischs Don Juan oder Die Liebe zur Geometrie mit Frank Ehrhardt, Christiane Mudra, Christiane Lemm und Christian Pätzold)
- am Deutschen Theater in Göttingen (2008 Carl Merz/Helmut Qualtingers Der Herr Karl mit Johannes Granzer)
- am Theater Ingolstadt (2000 Helmut Kraussers Lederfresse mit Martin Butzke und Fatma Genc)
- am Edison Theatre Long Beach (2003 die amerikanische Erstaufführung von Helmut Kraussers Leatherface)
- für CalRep Los Angeles
- am Theater der Landeshauptstadt Magdeburg (2001 Sarah Kanes Zerbombt)
- an verschiedenen Bühnen in München (u. a. 1990 Rudolf Herfurtners Geheime Freunde mit Miriam Smolka, Hans-Jürgen Stockerl und Silja Lésny, 1992 Jean-Paul Sartres Die respektvolle Dirne mit Beate Wanke, Michael Jamak und Werner Schulenberg, 1993 Carlo Goldonis Mirandolina mit Burkhard Gaffron, Rolf Kuhsiek, Werner Schulenberg, Thomas Haydn)
- am Theater Nordhausen
- am Theater Die Tonne Reutlingen (2007 Marie Brassards Jimmy, Traumgeschöpf)
- am Thüringischen Landestheater Rudolstadt (2009 Carlo Collodi/Max Eipps Pinocchio mit Aischa-Lina Löbbert)
- bei den Tiroler Volksschauspielen Telfs (2009 Ferdinand Raimunds Der Alpenkönig und der Menschenfeind mit Markus Völlenklee und Guntram Brattia[22], 2010 Carlo Gozzis König Hirsch mit Markus Völlenklee, Barbara Bauer, Alexander Maria Virgolini, 2017 Anders Lustgartens Lampedusa mit Lieko Schulze und Max Urlacher)
- am Landestheater Tübingen
- am Theater Scala Wien (1997 Jürg Amanns Ach, diese Wege sind sehr dunkel mit Alexander Löffler und Simon Hatzl)
- bei den Nibelungenfestspielen Worms (2019 die Uraufführung von Max Urlachers Rückenwind)
- am Schauspielhaus Zürich (2003 die Schweizer Erstaufführung von Marie Brassards Jimmy, Traumgeschöpf mit Romeo Meyer)
- bei den Festspielen Zürich (1998 Hugo von Hofmannsthals Jedermann mit Bernd Seebacher, Sabine Ehrlich, Martha Marbo).

## Rundfunkarbeiten (Auswahl)
- 1996 Regie bei Thomas Lehners vierteiligem Fantasy-Hörspiel Der Königssohn vom Schwarzwald, Südwestfunk (mit Gunda Aurich, Siemen Rühaak, Peter Lieck und Heinz Siebeneicher)[23]
- 1998 Regie bei Christoph Kellers Hörspiel Herbstblätter, SR DRS (mit Renate Schroeter, Charles Brauer, Ann Höling)[24]
- 1999 Autor und Regisseur des Features Denn wer ertrüg’ des Mächt’gen Druck?, zum 100. Geburtstag von Gustaf Gründgens, Co-Produktion ORF, MDR, SR DRS (mit Katharina Thalbach, Tilo Nest, André Jung, Alexander Tschernek, David Toop)
- 2002 Autor und Regisseur des Features Gibt es etwas Schöneres als Sehnsucht? über die Geschwister Eleonora von Mendelssohn und Francesco von Mendelssohn, SR DRS (mit Charles Brauer, Martin Butzke, Desirée Meiser, Patrick Elias)[25]
- 2005 Autor und Regisseur des Features Das unsichtbare Kostüm: Nackt auf der Bühne, SR DRS (mit Therese Affolter, Rolf Boysen, Bruno Cathomas, August Diehl, Herbert Fritsch, Romeo Meyer, Barbara Nüsse, Lilo Wanders u. a.)[26]

## Tätigkeit als Sprecher
Blubacher wirkte als Sprecher in zahlreichen Hörspielen mit, darunter als Poll in Klaus Hoggenmüllers Hinter Mailand (SWF 1993), als Rohner in Lorenz Lotmars Die Opferung (SWF 1993) und als Manfred in der Audio-CD-Reihe Die Kaminski-Kids (2006), sprach Radiofeatures, Hörbücher und ca. 200 Werbespots (Kino, TV, Radio) und übernahm rund 100 Synchronrollen, darunter
- Richard Armstrong (Frank Adu) in Law & Order: Vatergefühle (In Memory Of)
- Lo in Rage Betrayed von Godfrey Ho und Tomas Tang
- George in Terminal Angels von Godfrey Ho
- Graham in Eine verhängnisvolle Verbindung 2 (Body Chemistry II) von Adam Simon
- Stan (Paul Cira) in Melrose Place: Träume werden wahr (Dreams Come True)
- Johnny (Alberto Gimignani) in Freunde und Rivalen (Impiegati) von Pupi Avati
- Gustave Monchanin in Catherine Courage von Jacques Ertaud
- André in Die kleine Sarah (Un été à l'envers) von Roger Guillot
- Raffaello in Zeffirellis Spatz (Storia di una Capinera) von Franco Zeffirelli
- kleinere Rollen in den Kinofilmen Boy Meets Girl von Leos Carax, Casanovas Rückkehr (Le retour de Casanova) von Édouard Niermans, Madadayo von Akira Kurosawa, Abenteuer in Malaysia (Exile) von David Greenwalt, den TV-Serien Top Secret - aus den Giftschränken des FBI (FBI - The Untold Stories), Berlin Break, Ein amerikanischer Traum (Homefront), Winspector, Zurück in die Vergangenheit (Quantum Leap), Reich und schön (The Bold and the Beautiful) und den Zeichentrickserien Cobi, Die kleinen Zwurze, Speed Racer und Christoph Columbus

## Auszeichnungen und Ehrenämter
Thomas Blubacher, 1987 ausgezeichnet mit dem Scheffelpreis, war unter anderem Stipendiat der Studienstiftung des deutschen Volkes, erhielt ein Erasmus-Stipendium für Lehrende, ein Forschungsstipendium der Fritz-Thyssen-Stiftung, ein New York Stipendium der Foundation for European-American Relations und war 2002 Writer-in-Residence in der Villa Aurora im kalifornischen Pacific Palisades. Seine Gebrauchsanweisung für Kreuzfahrten wurde mit dem ITB BuchAward 2017 ausgezeichnet.
Von 2000 bis 2007 war er Präsident des Theatervereins Basel, von 2001 bis 2015 Vorstandsmitglied der Schweizerischen Gesellschaft für Theaterkultur, seit 2007 ist er Mitglied der Jury zur Vergabe der Schauspielstipendien der Friedl Wald Stiftung Basel, von 2010 bis 2016 war er Mitglied der Jury zur Vergabe des Featurepreises der Stiftung Radio Basel, von 2013 bis 2015 Mitglied des Stiftungsrates der Stiftung Schweizerische Theatersammlung. Seit 2022 ist er Stiftungsrat der Friedl Wald Stiftung.

## Veröffentlichungen (Auswahl)
- „Befreiung von der Wirklichkeit?“ Das Schauspiel am Stadttheater Basel 1933–1945. Edition Theaterkultur, Basel 1995, ISBN 3-908145-27-9.
- „Eine feste Burg heimatlicher und deutscher Kultur“. Nationalsozialistische Theaterpolitik in den ersten Jahren des „Dritten Reiches“. In: Allmende, 56/57, 1998, ISBN 3-86142-101-1, S. 222–237.
- Gustaf Gründgens. Edition Colloquium, Berlin 1999, ISBN 3-89166-984-4.
- Die Drei-Länder-Eck Bühne. In: Jahrbuch Lörrach 1999. Verlag Waldemar Lutz, Lörrach 1999, ISBN 3-922107-47-8.
- „Where do we go from here?“ Die Geschwister Eleonora und Francesco von Mendelssohn. In: Exil, 2/2002.
- „Denk Dir, ein Wesen zu haben, was man liebt.“ Die Geschwister Eleonora und Francesco von Mendelssohn. In: Mendelssohn-Studien. Beiträge zur neueren deutschen Kultur- und Wirtschaftsgeschichte. Band 13. Duncker & Humblot, Berlin 2003, ISBN 3-428-11161-3.
- „Sorge in Freude und Leid in Vergessen wandeln!“ In: Simone Gojan & Elke Krafka (Hrsg.): Theater Biel Solothurn – Théâtre Bienne Soleure. Geschichte und Geschichten des kleinsten Stadttheaters der Schweiz. Chronos, Zürich 2004, ISBN 3-0340-0697-7.
- Das Radiofeature in der deutschsprachigen Schweiz. In: Udo Zindel & Wolfgang Rein (Hrsg.): Das Radio-Feature. Ein Werkstattbuch. UVK, Konstanz 2007, ISBN 978-3-89669-499-7.
- Gibt es etwas Schöneres als Sehnsucht? Die Geschwister Eleonora und Francesco von Mendelssohn. Henschel, Berlin 2008, ISBN 978-3-89487-623-4; Insel, Berlin 2012, ISBN 978-3-458-35813-8.
- Mitarbeit an Melissa Müller & Monika Tatzkow: Verlorene Bilder, verlorene Leben. Jüdische Sammler und was aus ihren Kunstwerken wurde. Sandmann, München 2009, ISBN 978-3-938045-30-5. Lost Lives, Lost Art: Jewish Collectors, Nazi Art Theft, and the Quest for Justice. The Vendome Press, New York 2010, ISBN 978-0-86565-263-7; Frontline Books, Barnsley 2010, ISBN 978-1-84832-577-7. Oeuvres volées, destins brisés. L'histoire des collections juives pillées par les nazis. Beaux-arts éditions, Issy-les-Moulineaux 2013, ISBN 979-10-204-0008-6.
- „Die Holbeinstraße, das ist das Europa, das ich liebe.“ Achtzehn biographische Miniaturen aus dem Basel des 20. Jahrhunderts. Schwabe, Basel 2010, ISBN 978-3-7965-2703-6.
- Oskar Wälterlin und sein Theater der Menschlichkeit. Henschel, Leipzig 2011, ISBN 978-3-89487-662-3.
- Gustaf Gründgens. Ellert & Richter, Hamburg 2011, ISBN 978-3-8319-0431-0.
- Paradies in schwerer Zeit. Künstler und Denker im Exil in Pacific Palisades. Sandmann, München 2011, ISBN 978-3-938045-57-2.
- Gustaf Gründgens. Biographie. Henschel, Leipzig 2013, ISBN 978-3-89487-702-6.
- Frei und inspiriert. Sehnsuchtsorte der Dichter, Denker, Künstler und Aussteiger. Ascona, Attersee, Capri, Bali, St. Moritz, Hiddensee. Sandmann, München 2013, ISBN 978-3-938045-80-0.
- Francesco von Mendelssohn – der glamorous boy Berlins. In: Joachim H. Knoll, Anna-Dorothea Ludewig & Julius H. Schoeps (Hrsg.): Der Dandy. Ein kulturhistorisches Phänomen im 19. und frühen 20. Jahrhundert. De Gruyter, Berlin/Boston 2013, ISBN 978-3-11-030552-4.
- Wie es einst war. Schönes und Wissenswertes aus Großmutters Zeiten. Insel, Berlin 2013, ISBN 978-3-458-35972-2.
- ABC der Bühnensprache. 333 Begriffe, die Sie kennen sollten. Henschel, Leipzig 2014, ISBN 978-3-89487-769-9.
- „Die nichtarischen und halbarischen Lämmer ungefährdet über eine Wiese […] treiben, deren Gras uns nicht schmecken wollte“. Gustaf Gründgens und die Juden. In: Aschkenas, Band 24, Heft 2, De Gruyter, Berlin/München/Boston 2014, ISSN 1016-4987, e-ISSN 1865-9438.
- „Bringen Sie mir den Alltag nicht auf die Bühne!“. Gustaf Gründgens als Intendant des Deutschen Schauspielhauses. In: Flandziu, Jg. 6, Heft 2, Shoebox House, Hamburg 2014, ISSN 1614-7170, ISBN 978-3-941120-18-1.
- Die vielen Leben der Ruth Landshoff-Yorck. Insel, Berlin 2015, ISBN 978-3-458-17643-5.
- Gebrauchsanweisung für Bali. Piper, München 2015, ISBN 978-3-492-27665-8.
- Gebrauchsanweisung für Kreuzfahrten. Piper, München 2016, ISBN 978-3-492-27681-8.
- „Art- und blutsfremde Elemente“. Emigranten am Stadttheater Bern 1933–1945. In: Heidy Greco-Kaufmann (Hrsg.): Stadtnarren, Festspiele, Kellerbühnen. Einblicke in die Berner Theatergeschichte vom Mittelalter bis zur Gegenwart. Chronos, Zürich 2017, ISBN 978-3-0340-1374-1.
- Auf den Spuren einer Avantgardistin. In: Jan Bürger: Im Schattenreich der wilden Zwanziger. Fotografien von Karl Vollmoeller aus dem Nachlass von Ruth Landshoff-Yorck. Deutsche Schillergesellschaft, Marbach 2018, ISBN 978-3-944469-29-4.
- „Ich jammere nicht, ich schimpfe“. Ruth Hellberg. Ein Jahrhundert Theater. Wallstein, Göttingen 2018, ISBN 978-3-8353-3254-6.
- Gebrauchsanweisung für das Tessin. Piper, München 2019, ISBN 978-3-492-27723-5.
- „Der Schock war gewaltig.“ Carson McCullers schreibt Ruth Landshoff-Yorck über Annemarie Schwarzenbach. In: Sinn und Form, Heft 5/2019, ISBN 978-3-943297-49-2, S. 585–590.
- Das Haus am Waldsängerpfad. Wie Fritz Wistens Familie in Berlin die NS-Zeit überlebte. Berenberg, Berlin 2020, ISBN 978-3-946334-79-8.
- Die Kunst geht nach Brot. 100 Jahre Schweizerischer Bühnenkünstlerverband. Chronos, Zürich 2020, ISBN 978-3-0340-1556-1.
- Letzte Ruhe am Rheinknie. Spaziergänge zu bemerkenswerten Toten auf Basels Friedhöfen. Zytglogge, Basel 2021, ISBN 978-3-7296-5062-6.
- Basels Weltvariété. Karl Küchlin und sein Theater. Zytglogge, Basel 2022, ISBN 978-3-7296-5087-9.
- Weimar unter Palmen – Pacific Palisades. Die Erfindung Hollywoods und das Erbe des Exils. Piper, München 2022, ISBN 978-3-492-07207-6.
- Drehort Schweiz. Filming Locations von Aarau bis Zwieselberg. Zytglogge, Basel 2022, ISBN 978-3-7296-5103-6.
- Mit Charles Brauer: Die blaue Mütze und andere Geschichten aus meinem Leben. Zytglogge, Basel 2023, ISBN 978-3-7296-5114-2.
- Fluchtpunkt Basel. Menschen aus Kunst und Kultur im Exil 1933–1945. Zytglogge, Basel 2023, ISBN 978-3-7296-5135-7.
- Gebrauchsanweisung für Kreuzfahrten. Aktualisierte Neuausgabe. Piper, München 2024, ISBN 978-3-492-27780-8.
- Ausgespielt. Kriminalroman. Zytglogge, Basel 2024, ISBN 978-3-7296-5167-8.
- Abgehängt. Kriminalroman. Zytglogge, Basel 2025, ISBN 978-3-7296-5187-6.
- Weimar Under the Palms. Pacific Palisades, German Exiles, and the Invention of Hollywood. Brandeis University Press, Waltham 2025, ISBN 978-1-6845-8287-7.